# 930 Fifth Avenue
930 Fifth Avenue es un edificio de apartamentos de lujo en la Quinta Avenida en la esquina noreste de East 74th Street en el Upper East Side de Manhattan, Nueva York (Estados Unidos). La estructura y el ático de 18 pisos fue diseñado por el arquitecto Emery Roth y construido en 1940. Según el crítico de arquitectura Paul Goldberger, 930 y 875 Fifth Avenue muestran a Roth en transición del estilo historicista al moderno art déco.
La ubicación de la Quinta Avenida anteriormente tenía tres residencias privadas que eran propiedad de Gordon S. Rentschler, Jacob Schiff y Simeon B. Chapin, y fueron compradas por Percy y Harold D. Uris y arrasadas para el nuevo edificio, que ha sido descrito con "un estilo renacentista italiano sobrio". El edificio está ubicado dentro del Distrito Histórico de Upper East Side.

## Recepción crítica
Una revisión de 1978 del trabajo de Roth realizada por el crítico de arquitectura Paul Goldberger en The New York Times comentó que "la firma Roth asumió el modernismo lentamente: los apartamentos Normandy de 1938 en 140 Riverside Drive tienen una base estilo Art Deco, pero la vivienda ornamental para la torre de agua retrocede repentinamente al Renacimiento italiano. Hubo algunos otros diseños esquizofrénicos similares de la década de 1930 y edificios como el 930 de la Quinta Avenida y el 875 de la Quinta Avenida de 1940 muestran una desaparición gradual del antiguo adorno ".
En 1981, el Times comentó de los edificios residenciales construidos por los hermanos Uris, "930 Fifth Avenue, 2 Sutton Place y 880 Fifth Avenue, se encuentran entre las mejores direcciones residenciales de la ciudad en la actualidad". Los residentes del edificio han incluido a Samuel y Bella Spewack, Patrick Dennis, Cornelius Vander Starr, Stanley y Karen Walker, Risë Stevens, Nancy Hanks, Woody Allen y Eldridge Haynes.